# Polyceratocarpus microtrichus
Polyceratocarpus microtrichus là loài thực vật có hoa thuộc họ Na. Loài này được (Engl. & Diels) Ghesq. ex Pellegr. miêu tả khoa học đầu tiên năm 1949.